# 2164 Lyalya
2164 Lyalya eller 1972 RM2 är en asteroid i huvudbältet som upptäcktes den 11 september 1972 av den rysk-sovjetiske astronomen Nikolaj Tjernych vid Krims astrofysiska observatorium på Krim. Den har fått sitt namn efter Jelena Ubijvovk (1918–1942), en student i astronomi vid Charkivs universitet som dog tillsammans med andra medlemmar i motståndsrörelsen under det stora fosterländska kriget. Nament "Ljalja" (ryska: Ляля) är ett diminutiv för Jelena.
Asteroiden har en diameter på ungefär nitton kilometer och den tillhör asteroidgruppen Themis.